# کوماببیو
کوماببیو (به ایتالیایی: Comabbio) یک کومونه در ایتالیا است که در استان وارزه واقع شده‌است.

## خصوصیات
کوماببیو ۴٫۸ کیلومترمربع مساحت و ۱٬۰۲۵ نفر جمعیت دارد.